# Ligota Toszecka
Ligota Toszecka (deutsch: Ellguth-Tost) ist ein Ort in der Stadt- und Landgemeinde Toszek im Powiat Gliwicki der Woiwodschaft Schlesien in Polen.

## Geographie
Ligota Toszecka liegt fünf Kilometer westlich von Toszek, 24 Kilometer nordwestlich von Gliwice (Gleiwitz) und 45 Kilometer nordwestlich von  Katowice.
Nachbarorte von Ligota Toszecka sind im Westen Kotulin (Groß Kottulin), im Osten Pawłowice (Pawlowitz bei Tost) und im Süden Niekarmia (Niekarm).

## Geschichte

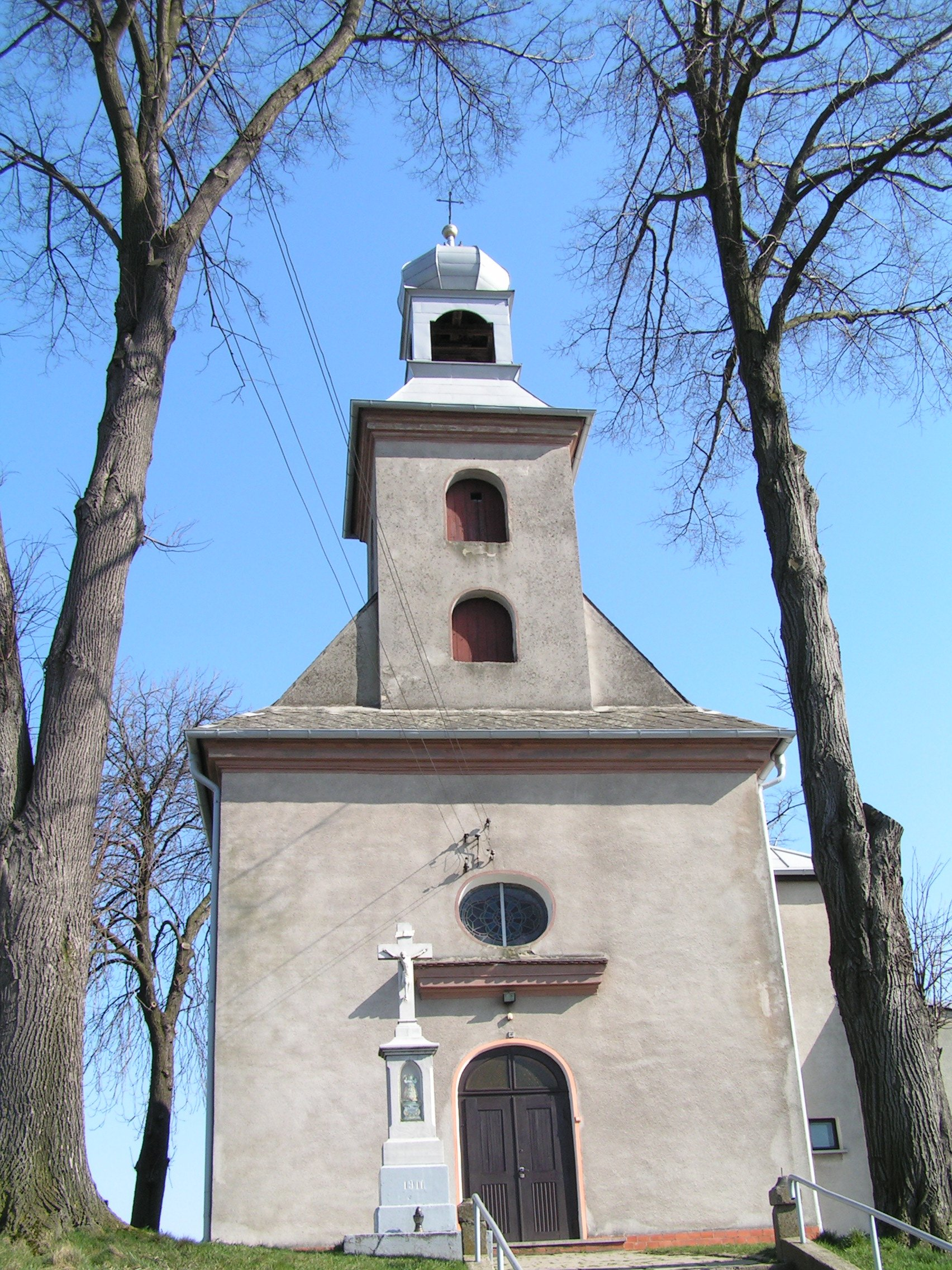
Kirche

Der Ort wurde 1305 erstmals urkundlich erwähnt.
Bei der Volksabstimmung in Oberschlesien am 20. März 1921 stimmten 57 Wahlberechtigte für einen Verbleib bei Deutschland und 171 für Polen. Ellguth-Tost verblieb beim Deutschen Reich. 1933 lebten im Ort 423 Einwohner. 1939 hatte der Ort 506 Einwohner. Bis 1945 befand sich der Ort im Landkreis Tost-Gleiwitz.
1945 kam der bisher deutsche Ort unter polnische Verwaltung und wurde in Ligota Toszecka umbenannt und der Woiwodschaft Schlesien angeschlossen. 1950 kam der Ort zur Woiwodschaft Kattowitz. 1999 kam der Ort zum wiedergegründeten Powiat Gliwicki und zur neuen Woiwodschaft Schlesien.